# Rivertone

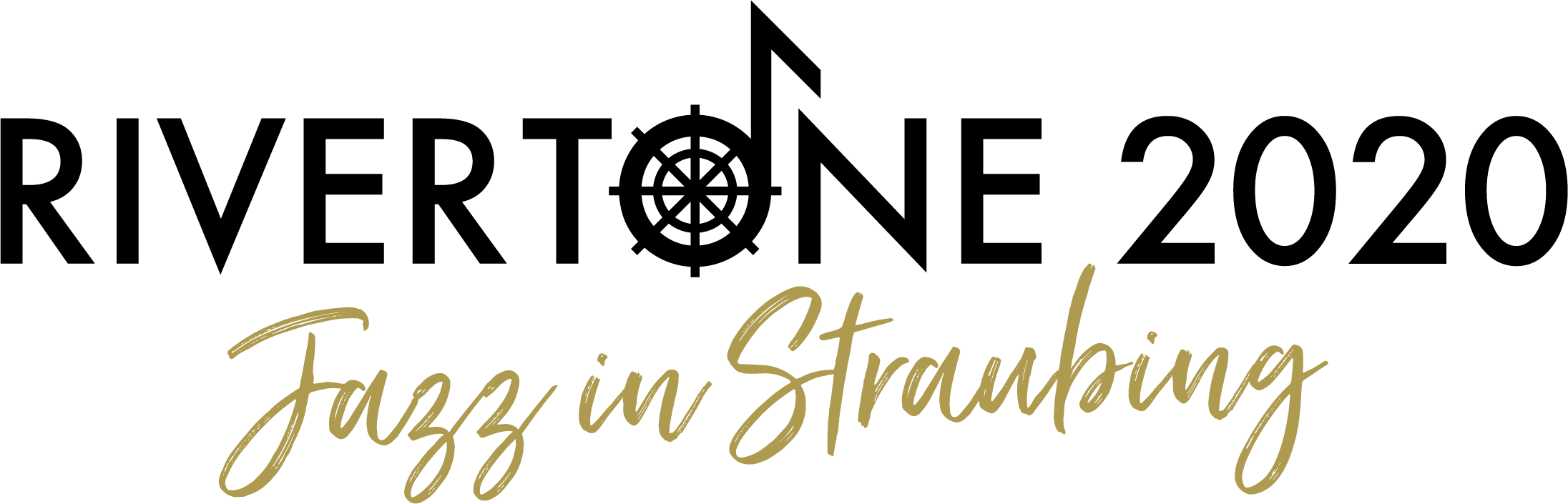
Aktuelles Logo Rivertone - Jazz in Straubing (2018-)

Rivertone – Jazz in Straubing ist ein Festival, das seit 2002 in Straubing stattfindet. Es beruft sich auf Jazz an der Donau in Vilshofen als Vorgänger.

## Anfänge als „Jazz an der Donau“ in Vilshofen
In Vilshofen gibt es seit den 60er Jahren eine engagierte regionale Jazz-Szene, die sich zu Beginn der 80er Jahre in einem Verein, den Jazz- und Musikfreunden Vilshofen, organisierte. Dieser Verein veranstaltete im Sommer 1987 sein erstes internationales Jazzfestival „an der Donau“ mit renommierten Künstlern wie den Crusaders, Tito Puente und dem Art Ensemble of Chicago. Von Anfang an zeichnete sich das Festival durch seine familiäre Atmosphäre aus, die sich etwa darin zeigte, dass Künstler und Publikum nicht nachdrücklich voneinander getrennt wurden, wie es auf vielen vergleichbaren Festivals üblich ist. Trotz vieler Probleme schaffte es das Festival, vor allem dank der Ausdauer der Hauptsponsoren, die ersten Jahre zu überleben und sich in der Festivalszene einen Namen zu machen.

## Umzug nach Straubing

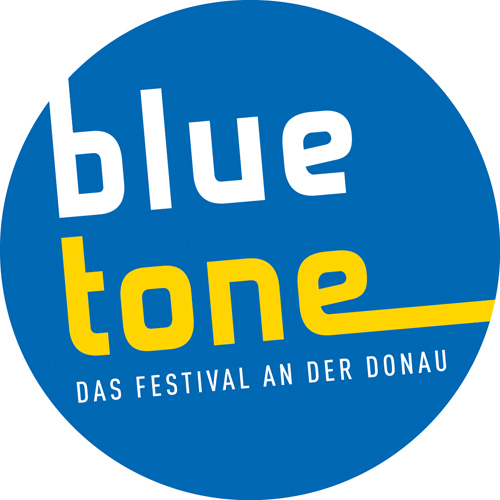
Ehemaliges Logo des Vorgänger-Festivals Bluetone (2012–2017)

Die technischen und organisatorischen Anforderungen, die das ständig wachsende Festival stellte, konnten in Vilshofen insbesondere wegen der beengten Platzverhältnisse auf dem Festivalplatz nicht mehr erfüllt werden, sodass im Jahr 2002 der Umzug donauaufwärts nach Straubing erfolgte. Dort erfuhr das Festival eine entscheidende Umgestaltung, weg von der oft improvisierten, aber familiären Organisation hin zu mehr Professionalität, was von vielen Stammbesuchern in gewissem Maß auch bedauert wurde. Gleichzeitig mit der Erweiterung der Kapazitäten ging eine Erweiterung der Musikrichtungen einher, die bis heute fortgesetzt wird, beispielsweise mit Auftritten von Seal, Roger Cicero 2007 und Santana 2009.
Seit 2018 heißt das Festival Rivertone.

## Bisher aufgetretene Künstler
Beim Vorgängerfestival in Vilshofen hielten sich unbekannte Künstler mit Jazzgrößen wie Tito Puente die Waage, wobei vermehrt auf Newcomer und (damals noch unbekannte) Talente gesetzt wurde. Künstler, die auftraten, waren unter anderem Lester Bowie, Willem Breuker Kollektief, Trio Bravo, Willem van Manen’s Contraband, Ulla Oster Septett, Elvin Jones Jazz Machine, Andy Emler Mega Octet, Paquito D’Rivera Quintet, Alte Leidenschaften, Susan Weinert Band und Brass Buffet.
Seit 2002 bildeten international bekannte Künstler wie Candy Dulfer & Friends, Klaus Doldinger’s Passport, Al Jarreau, Chaka Khan, Nils Wülker, B.B. King, Diana Ross, Nigel Kennedy, Till Brönner, Solomon Burke, Sérgio Mendes Headliner für das Festival.
Neben bekannten Künstlern der Jazz-Szene traten in den vergangenen Jahren vermehrt auch Pop-Musiker auf, die man nicht auf den ersten Blick mit einem Jazz-Festival in Verbindung bringen würde, wie z. B. Mousse T., Juanes, die Söhne Mannheims oder Seal sowie Carlos Santana.
Bei Blutone traten u. a. folgende Künstler auf:
| Jahr                          | Künstler |
| ----------------------------- | --- |
| 15. Juli 2010 – 18. Juli 2010 | Ich + Ich, Paula Morelenbaum, Joo Kraus, Ayekoo Drummers, Roberto Fonseca, Mayra Andre, Matt Bianco, Tower of Power, Mnozil Brass, Bobby McFerrin |
| 13. Juli 2011 – 17. Juli 2011 | Jamiroquai, Toto, Heavy Ride, Los Dos y Compañeros, Keller Steff, LaBrassBanda, Blue Break, Cyminology, Al Jarreau, Sérgio Mendes, Randy Brecker / Bill Evans Soulbop feat. Medeski, Martin & Wood, Martina Schwarzmann                                         |
| 12. Juli 2012 – 15. Juli 2012 | Incognito, Zaz, Stéphan Rizon, German Jazz Masters – Old Friends, Trombone Shorty & Orleans Avenue, Ivy Quainoo, Milow, Fourplay, Lizz Wright, Mario Biondi, Soul Rebels Brass Band, Raul Midón, Da Cruz, Jonas Herpichböhms Ohropack, Miroslav Hloucal Quartet |
| 17. Juli 2013 – 21. Juli 2013 | Vait, Sarah Straub, George Benson, James Taylor Quartet, Butterscotch, Gocoo - Tokyo Tribal Orchestra, Django Asül, 5/8erl in Ehr’n, Alfred Mittermeier, Joe Cocker, LaBrassBanda, Unheilig, Roland Bless, F.R.E.I.                                             |
| 16. Juli 2014 – 20. Juli 2014 | Chris de Burgh, Cro, Nigel Kennedy, Nils Landgren, The BossHoss, D´Raith Schwestern und da Blaimer |
| 1. Juli 2015 – 7. Juli 2015   | Lionel Richie, Sarah Straub, Gregory Porter & Metropole Orchestra, Buena Vista Social Club, Revolverheld |
| 2. Juli 2016 – 4. Juli 2016   | Anastacia, Sportfreunde Stiller, Haindling, Unheilig, Seiler und Speer, Parov Stelar. |
| 28. Juni 2017 – 6. Juli 2017  | Söhne Mannheims, Sarah Connor, Michael Mittermeier, Philipp Poisel, Christina Stürmer, Max Giesinger, Kaya Yanar |
| 20. Juli 2018 – 22. Juli 2018 | Lily Dahab & Band, Minino Garay & Baptiste Trotignon, Manu Katché, Andreas Dombert „35“ feat. James Maddren & Andreas Lang, Tribute to Gotan Project, Till Brönner                                                                                              |
| 5. Juli 2019 – 7. Juli 2019   | Neutral Ground Brass Band, Judith Hill, Mario Biondi, Julian Wasserfuhr, Roman Wasserfuhr, Candy Dulfer, Dee Dee Bridgewater |
| 25. Juni 2020 – 28. Juni 2020 | Martha High & The Soul Cookers, Ida Nielsen & The Funkbots, Incognito, Rouzbeh Asgarian Septett, Jacky Terrasson, Lisa Simone, Bill Evans, Robben Ford, Wolfgang Haffner                                                                                        |